# Dernière Porte Au Sud (film)
Pour plus de détails, voir Fiche technique et Distribution.
Dernière porte au sud, est un court-métrage d'animation tourné en 2015 par Sacha Feiner.

## Synopsis
«le Monde est fait d’étages reliés par des escaliers. les étages sont faits de pièces reliées par des couloirs. Et tous les étages, ça fait le Monde»... Telle est la théorie élaborée par Toto, l’ami et seconde tête siamoise d’un enfant que sa mère n’a jamais laissé sortir de l’immense manoir familial, muré depuis sa naissance. Entre explorations de couloirs interminables, scolarité privée et visites au Mausolée paternel, les frères n’ont jamais remis en question les limites de ce Monde. Jusqu’au jour où, obsédés par une étrange lumière aperçue par accident, ils jurent d’en trouver le bout.

## Fiche technique
- Titre : Dernière Porte Au Sud
- Réalisation : Sacha Feiner
- Société de production : Take Five / Arte France
- Pays :  Belgique
- Genre : Court-métrage
- Durée : 14 minutes
- Année : 2015

## Production
Récompensé du Prix Format Court au 24ème festival Le Court en dit long et du Magritte du Meilleur court-métrage d'animation en 2016, « Dernière porte au sud » est un film d’animation de Sacha Feiner, adapté de la bande dessinée éponyme de Philippe Foerster.
Le réalisateur belge Sacha Feiner est né à Bruxelles en 1982 et a fait ses études de graphisme et de communication à l’école d’art de la Cambre à Bruxelles. À la sortie de son premier film professionnel, « Un monde Meilleur », il bénéficie déjà d’une belle communauté de fans grâce notamment au « Gremlins fan Film » qui le fait connaître sur la toile.